# 元田芳
元田 芳（もとだ かおり、1992年6月20日- ）は、日本のフリーアナウンサー。東京都出身。

## 経歴・人物
- 5歳から10歳まで、アメリカ・テキサス州で過ごしたため、英会話が特技である[2]。
- 愛称は、「かおりん」[1]、「かおり姫」[3]、「DJキューリ」（アメリカ人は「かおり」が上手く発音出来ず「きゅーり」と聞こえてしまう事から）[4]。
- 学習院大学法学部政治学科[1]卒業後、2015年4月に、茨城放送（現在のLuckyFM茨城放送）へアナウンサーとして入社した。
- 2018年7月からはとちぎテレビアナウンサーとなる。

### 芳姫
元田が茨城放送の番組（特に公開放送）で演じていたキャラクター。
ティアラを戴冠すると、わがままキャラのお姫様「芳姫」に変身（すると言う設定）。ティアラを外されると普通の女性アナウンサーに戻る（と言う設定）。
登場テーマ曲は、Charisma.comの「お局ロック」。

## 現在の担当番組
- イブ6プラス （とちぎテレビ、2019年4月 - ） - アシスタント（月 - 水）→(木 - 金)
- マーケットプレス（ラジオNIKKEI、2022年4月 - ）

## 過去の出演番組
- 「HAPPYパンチ!」（茨城放送）- アシスタント
- 「スクーピーレポート」 （茨城放送）
- 「POP-UP Radio」 （茨城放送）
- 「こちら110番」 （茨城放送）
- イブニング6Plus （とちぎテレビ、2018年7月 - ） - リポーター
- イブニング6サンデー （とちぎテレビ、2018年8月 - ）日曜日 18:00 - 18:15
- とちテレNEWSモーニング （とちぎテレビ、2018年7月30日 - ）月〜水曜日 6:50 - 7:00
- 高校野球ハイライト （とちぎテレビ、2018年） - 司会
- 桜前線2019絶景花見スポット全国キャスターリレー！ （BS11、2019年）
- 桜前線2020 絶景夜桜 全国キャスターリレー（BS11、2020年）
- 今夜はLucky Night～さやかマンデー～（LuckyFM茨城放送、2023年9月 - 2024年3月） - 磯山さやかと共演